# Абалаков Євген Михайлович
Євген Михайлович Абалаков (4  [17] лютого 1907 — 24 березня 1948) — радянський скульптор, географ, заслужений майстер альпінізму (1935), заслужений майстер спорту з альпінізму (1947). Рідний брат Віталія Михайловича Абалакова.
Здійснив першосходження на пік Сталіна (з 1962 по 1998 рік — пік Комунізму, нині — Пік Ісмаїла Самані) (Памір, 1933). Йому одному з численного складу штурмового загону памірсько-таджицької експедиції 1933 року вдалося досягти вершини 7 495 м. Здійснив сходження не менше, ніж на 50 вершин, проводив наукові дослідження, вивчав і наносив на карти гірські хребти і льодовики Паміру і Тянь-Шаню.

## Біографія

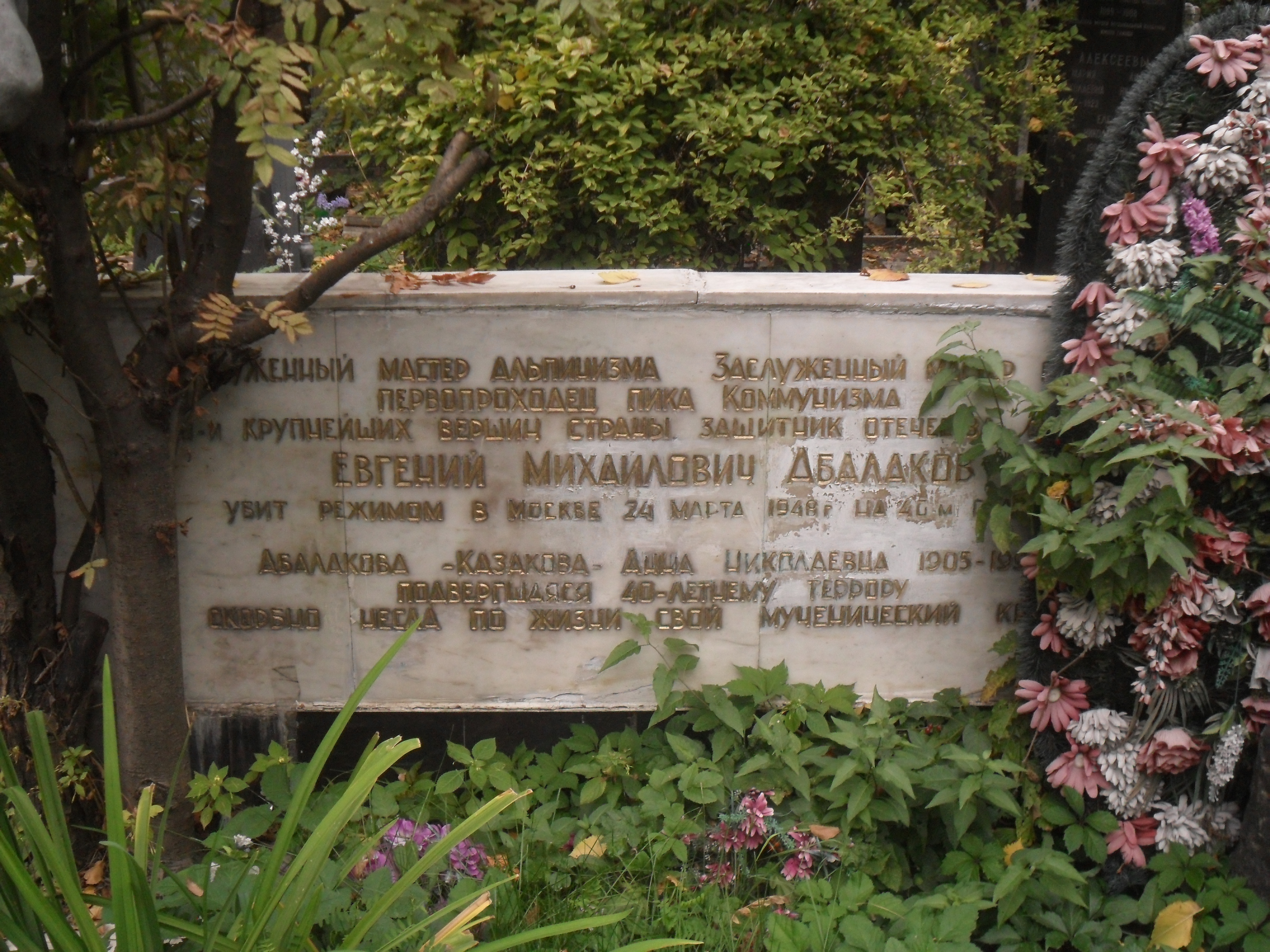
Могила Євгена Абалакова на Новодівичому кладовищі Москви — плита

Народився в Єнісейську, в сім'ї козака. Мати померла при пологах Євгена, батько — два роки по тому. Брати-погодки виросли в сім'ї дядька в Красноярську. У 1925-му брати поїхали в Москву вчитися.
В 1933 році Євген закінчив Московський державний академічний художній інститут імені В. І. Сурикова (навчався в класі відомого скульптора В. Г. Мухіної). Є. М. Абалаков був членом Спілки художників СРСР, створив ряд картин і скульптур, серед яких — найбільш відома скульптурна група «Альпініст і альпіністка» (встановлена на стадіоні «Лужники» в Москві). Пам'ятник В. І. Леніну в Керчі роботи Е. М. Абалакова був знищений фашистами в 1941 році.

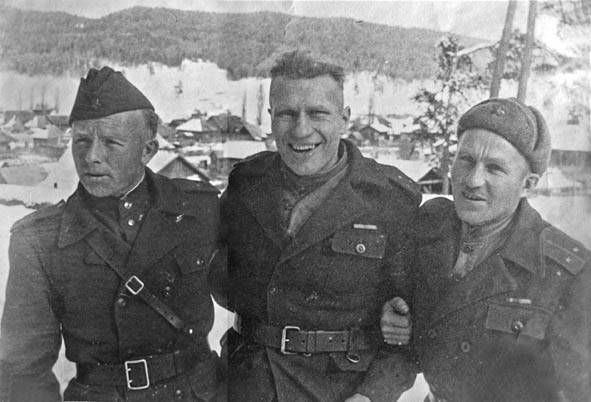
Відомі радянські альпіністи (зліва направо) Євген Абалаков, Георгій (Юрій) Одноблюдов, Микола Гусак під час роботи у Військовій школі альпінізму і гірських лиж в Бакуріані. Фото 1943 року.

На самому початку Радянсько-німецької війни добровольцем пішов в армію. До літа 1942 воював під Москвою в складі Окремої мотострілецької бригади особливого призначення (ОМСБОП). З серпня 1942 разом з іншими альпіністами брав участь в обороні Кавказу. З початку битви за Кавказ до травня 1946 р. викладав в школі військового альпінізму і гірськолижного справи Закавказького фронту і здійснював сходження. У 1944 керував сходженням військових підрозділів на Казбек, а потім з офіцерами-альпіністами Михайлом Ануфріковим і Валентином Коломенським зробив складне першопроходження — траверс п'яти вершин Джугутурлючата (гірська територія Домбай). 1945 — зимове сходження на сідловину Ушби, метою якого був пошук загиблої там в жовтні групи Альоші Джапарідзе. 1946 — керівник першосходження на шеститисячник південно-західного Паміру пік Патхор (6080 м) по західному гребеню і пік Карла Маркса (6723 м). 1947 — керівник першосходження на пік 30-річчя Радянської держави (6447 м, Памір). Протягом ряду років був членом президії Всесоюзної секції (Федерації) альпінізму СРСР, виступав з доповідями та публікаціями у пресі. Був членом Всесоюзного Географічного товариства, входив до складу його президії.
Євген Абалаков загинув разом з Юрієм Арцишевським в московській квартирі в ніч з 23 на 24 березня 1948 року. Згідно офіційній версії — від отруєння чадним газом від несправної газової колонки. Дана версія загибелі Євгена Абалакова піддавалася критиці вже в ті роки. Дійсний член Академії медичних наук СРСР, лауреат Ленінської і Державної премій, академік АМН СРСР А. А. Летавет заявив: «Газ не вибирає: або всі мешканці квартири повинні були загинути, або все залишитися живі!»
. Син Є. М. Абалакова, Олексій, написав про це книгу «Таємниця загибелі Євгена Абалакова» і посварився з дядьком, Віталієм, звинувачуючи його в тому, що він не почав розслідування смерті Євгена.
Похований Є. М. Абалаков на Новодівичому кладовищі в Москві.
Його брат, Віталій Абалаков — видатний альпініст, винахідник і конструктор альпіністкого та іншого спортивного спорядження.
Син, Олексій — скульптор, автор бюста свого батька, встановленого в Красноярську

## Нагороди
- Медаль «За оборону Кавказу»[7]
- Медаль «За оборону Москви»[8]

## Пам'ять
- На честь Євгена Абалакова були названі пік на Памірі, гірські вершини на Тянь-Шані, є Абалаковська щілина на Комунарі, Абалаковський цирк на Такмаку (в заповіднику «Стовпи», Красноярський край).
- Іменем Братів Абалакових в Красноярську названа вулиця. У Красноярську зберігається будинок за адресою: вул. Леніна, 74, де жили Абалакови.
- Пам'яті Братів Абалакових в Красноярську регулярно проводяться всеросійські змагання зі скелелазіння.

## Праці
- Абалаков Е. М. — «На высочайших вершинах Советского Союза». М. АН, 1963
- Абалаков Е. М. — «На высочайших вершинах Советского Союза». Красноярск, 1989